# Хосе Ризал
Хосе Протасио Ризал Меркадо и Алонсо Реалонда (шп. José Protasio Rizal Mercado y Alonso Realonda; Каламба, 19. јун 1861 — Манила, 30. децембар 1896) био је филипински револуционар и полихистор. Био је један од главних националиста током Шпанског колонијалног периода на Филипинима. Сматра се једним од националних хероја и симбола Филипина.